# Second Fleet
Pour les articles homonymes, voir 2e flotte.

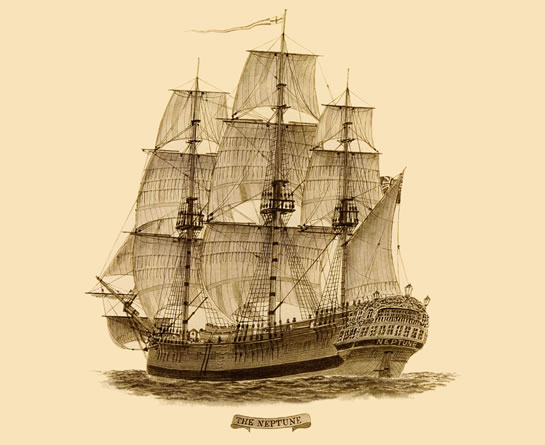
Dessin du navire de transport pénal "Neptune" qui opérait entre l'Angleterre et l'Australie

Second Fleet (« Seconde flotte ») est le nom donné au  deuxième convoi de bateaux remplis de colons, de condamnés et de vivres qui est allé coloniser l'anse de Sydney à Port Jackson, Australie. La flotte comprenait six navires : un navire d'escorte de la Royal Navy, quatre navires de prisonniers et un navire de provisions.
À la différence de la First Fleet précédente qui avait consenti de gros efforts pour préserver l'état de santé des condamnés, la Second Fleet était avant tout une entreprise à but lucratif qui a maintenu les condamnés dans des conditions de vie assez désastreuses. À l'arrivée les condamnés qui étaient malades ont été plutôt une charge pour la colonie déjà installée, dont la situation était fort précaire.

## Origines et historique
Il était prévu que les bateaux naviguent ensemble pour arriver en 1789. Mais le navire d'escorte a été dérouté et n'a pas pu atteindre sa destination. De plus, un des navires transportant les condamnés a été retardé et est arrivé deux mois après les autres navires.
Le Lady Juliana a fait route avant les autres navires de condamnés et n'est pas toujours considéré comme un membre de la deuxième flotte. Le Justinian qui transportait des provisions est arrivé avant les navires des condamnés. Le HMS Guardian était devant mais a heurté la glace après son départ du Cap de Bonne-Espérance, est retourné en Afrique du Sud où il a été détruit sur la côte.
Le Surprize, le Neptune et le Scarborough avaient été affrétés par la compagnie Camden, Calvert & King qui avait pris en charge le transport, l'habillement et la nourriture des condamnés pour une somme ridicule de 17 £ 7s. 6d par tête, que les embarqués soient ou non débarqués vivants. Cette compagnie avait été précédemment impliquée dans le commerce triangulaire d'esclaves en Amérique du Nord. Les seuls représentants de la couronne britannique dans l'équipage étaient le lieutenant John Shapcote et le capitaine de la garde, tous les autres membres de l'équipage étaient employés par la firme.
Le convoi a quitté l'Angleterre le 19 janvier 1790 avec 1 006 condamnés (928 hommes et 78 femmes) à bord. Il a fait seulement une escale au Cap de Bonne-Espérance où 20 hommes rescapés du Guardian ont embarqué sur les autres navires. Les trois vaisseaux ont navigué plus rapidement que la First Fleet  et sont arrivés à Port Jackson au cours de la dernière semaine de juin 1790, trois semaines après le Lady Juliana et une semaine après le second navire de ravitaillement, le Justinian.
Le taux de mortalité a été le plus élevé de l'histoire de la colonisation de l'Australie. Sur 1 026 passagers, 267 (256 hommes et 11 femmes) sont morts pendant le voyage (26 %).
Sur le Neptune, les passagers ont été délibérément affamés, maltraités ; il leur était fréquemment interdit de monter sur le pont.

## Composition de la Seconde flotte
| Nom du navire | Capitaine       | Équipage | Départ d'Angleterre | Arrivée à Sydney | Durée     | Nombre de condamnés masculins arrivés (partis) | Nombre de condamnés féminins arrivés (partis) |
| ------------- | --------------- | -------- | ------------------- | ---------------- | --------- | ---------------------------------------------- | --------------------------------------------- |
| Lady Juliana  | Thomas Edgar    | 35       | 29 juillet 1789     | 3 juin 1790      | 309 jours | -                                              | 222 (226)                                     |
| HMS Guardian  | Edward Riou     |          | 12 septembre 1789   | avarie en route  | -         | 20 (25) - voir ci-dessous                      | -                                             |
| Justinian     |                 |          | 20 janvier 1790     | 20 juin 1790     | 151 jours |                                                |                                               |
| Surprize      | Nicholas Anstis |          | 19 janvier 1790     | 26 juin 1790     | 158 jours | 218 (254)                                      | -                                             |
| Neptune       | Donald Traill   |          | 19 janvier 1790     | 27 juin 1790     | 159 jours | ? (421) + 12 du Guardian                       | ? (78)                                        |
| Scarborough   | John Marshall   |          | 19 janvier 1790     | 28 juin 1790     | 160 jours | 180 (253) + 8 du Guardian                      | -                                             |